# Abyssaranea rupis
Abyssaranea rupis är en kräftdjursart som beskrevs av Wilson och Robert Raymond Hessler 1974. Abyssaranea rupis ingår i släktet Abyssaranea och familjen Haplomunnidae. Inga underarter finns listade i Catalogue of Life.